# Chiusa (przystanek kolejowy)
Chiusa (wł. Stazione di Chiusa, niem: Bahnhof Klausen)) – przystanek kolejowy w Klausen, w prowincji Bolzano, w regionie Trydent-Górna Adyga, we Włoszech. Znajduje się na linii Werona – Innsbruck.
Według klasyfikacji RFI ma kategorię brązową.

## Opis
Stacja od 1916 do 1962 roku była także punktem końcowym dla Kolei Val Gardena, która łączyła Klausen z miejscowością Plan w gminie Sëlva.
Na stacji zatrzymują się wszystkie pociągi regionalne i ekspresy regionalne do i z Verona Porta Nuova, Bolzano, Merano, Brenner i Innsbrucku, obsługiwane przez Trenitalia i SAD Nahverkehr.